# 費曜
费曜（2世纪—3世纪），或作费耀、费瑶，三国时期曹魏将领。

## 生平
延康元年（220年）五月，张进在酒泉作乱，镇西将军假节都督雍、凉州诸军事曹真遣费曜讨破之，斩张进等。
黄初二年（221年）十一月，凉州卢水胡治元多等反叛，魏文帝召还凉州刺史邹岐，以京兆尹张既为凉州刺史，遣护军夏侯儒、时任将军的费曜等继其后。张既占据武威郡姑臧县，费曜兵到，夏侯儒等还未到。十一月，张既打败叛胡。
太和二年（228年）十二月，蜀汉丞相诸葛亮围陈仓，曹真遣费曜等拒之。
太和四年（230年），被任为后将军。当年，蜀将丞相司马魏延、将军吴懿西入羌中。费曜与雍州刺史郭淮与魏延战于阳谿，被魏延大破。魏延以此功迁前军师，封南郑侯；吴懿迁左将军，徙亭侯，封高阳乡侯。
太和五年（231年）二月，诸葛亮率诸军北伐，围祁山。魏明帝命大将军司马懿西屯长安，都督雍、涼二州诸军事，督车骑将军将军张郃、费曜、征蜀护军戴淩、郭淮等，才得以御之。三月，司马懿派费曜、戴淩留精兵四千守上邽，其余都出发西救祁山。诸葛亮分兵留攻祁山，亲自迎战司马懿于上邽，打败郭淮、费曜等，大肆收割其麦，与司马懿遇于上邽之东，司马懿敛军依险不与其交兵，诸葛亮才回师。
此战后，没有费曜事迹的记载。景初二年（238年）后将军为牛金，可见当时费曜已不在任，去职原因不详。

## 藝術形象

### 小说形象
在罗贯中历史小说《三国演义》中名為費耀，曹真以时任中护军大将的费耀权摄前部总督。曹真收到背魏投蜀的姜维的诈降信，信以为真，但费耀要他守定本寨，愿自引一军接应姜维，一旦有诈，他自己承担后果。曹真大喜，遂令费耀引五万兵，走斜谷而进。费耀中了埋伏，遭蜀军大败，遇到姜维，怒斥其无信。最后费耀自刎而死，余众尽降。曹真得知，悔恨不及。

### 影視
- 1994年电视剧《三国演义》：齐文强
- 2017年电视剧《大軍師司馬懿》：扮演者王雷廷。此劇中因曹真中姜維詐降之計，派費曜前去接應姜維，大軍被蜀軍圍困山中。費曜不願投降而自戕，其餘軍士投降蜀軍。

1. ↑  《汉晋春秋》：司马宣王自荆州入朝，魏明帝曰：“西方事重，非君若可付者。”乃使西屯长安，都督张郃，费耀、戴陵、郭淮等。
2. ↑  《三国志·蜀书·邓张宗杨传》：建兴八年，与魏延入南安界，破魏将费瑶。